# Museo regional renano Tréveris

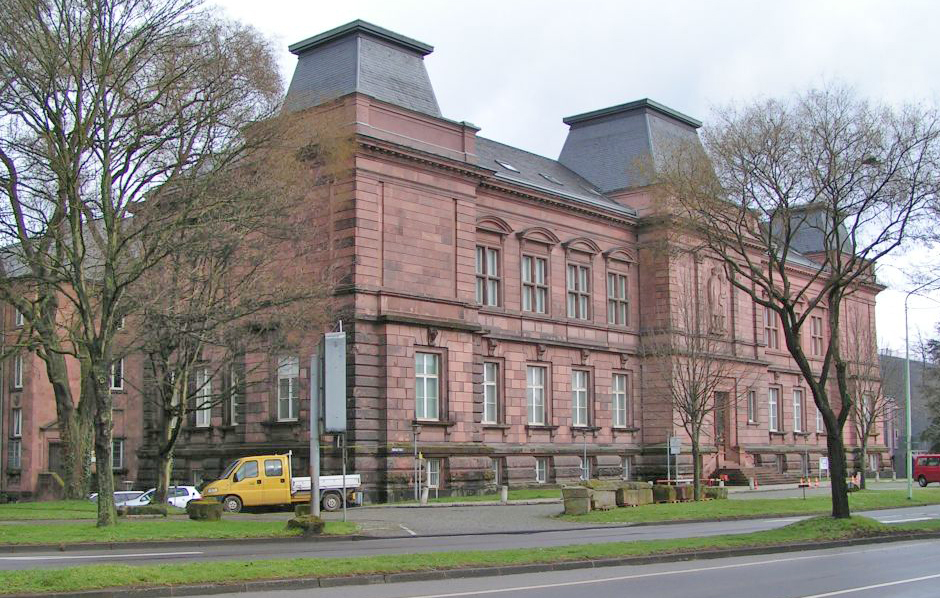
Museo regional renano Tréveris (Rheinisches Landesmuseum Trier)

El Museo regional renano Tréveris que, con un área de exposición de más de 3.000 m², es el museo más grande en Tréveris es a la vez uno de los museos arqueológicos más importantes de Alemania. Su colección se extiende desde la prehistoria a través del imperio romano, la Edad Media hasta el barroco. Sobre todo se dedica al pasado romano de la ciudad más antigua en Alemania (Augusta Treverorum).

## Enlaces
- Wikimedia Commons alberga una categoría multimedia sobre Museo regional renano Tréveris.